# Achmeta
Achmeta (georgiska: ახმეტა) är en stad i Kachetien, Georgien. Staden är hem till den georgiske guldmedaljören i judo vid de olympiska sommarspelen 2004, Zurab Zviadauri. Staden hade 7 105 invånare (2014). Achmeta är beläget 29 kilometer nordväst om regionens huvudort Telavi.